# Daigo Fukuryu Maru
Daigo Fukuryū Maru(第五福龍丸) [Drac Afortunat 5] fou una barca pesquera japonesa, que fou exposada i contaminada per radiació nuclear de l'aparell termonuclear Castle Bravo dels Estats Units durant les proves a l'atol de Bikini l'1 de març de 1954. Kuboyama Aikichi, el patró de la barca, morí sis mesos després, patint d'enverinament de radiació. És considerat la primera víctima de la bomba d'hidrogen.